# Plebicula brunnea
Plebicula brunnea är en fjärilsart som beskrevs av Vorbrodt 1917. Plebicula brunnea ingår i släktet Plebicula och familjen juvelvingar. Inga underarter finns listade i Catalogue of Life.